# Facial Action Coding System

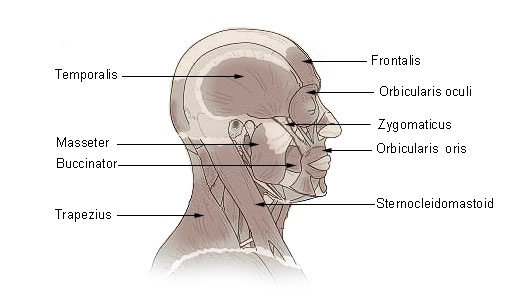
Músculs de cap i coll

Facial Action Coding System (FACS) (Sistema de codificació de l'acció facial) és un sistema per a denominar moviments facials humans. El sistema fou elaborat originalment per l'anatomista suec Carl-Herman Hjortsjö, i més tard va ser adoptat per Paul Ekman i Wallace V. Friesen, i publicat el 1978. El 2002, Ekman, Friesen i Hager van publicar una important actualització. Els moviments individuals dels músculs facials són codificats pel FACS, incloent-hi ja petits canvis instantanis en l'aparença facial.
Es tracta d'un estàndard comú per classificar sistemàticament l'expressió gestual de les emocions, i ha demostrat ser útil en psicologia i en el món de l'animació. A causa de qüestions de temps i problemes en la percepció subjectiva, FACS és considerat com un sistema computat automàtic que detecta les cares en vídeos, extreu les característiques geomètriques de les cares i després produeix perfils temporals de cada moviment facial.